# Leopold Joseph von Daun
Leopold Joseph von Daun (Viena, 24 de setembre de 1705 - 5 de febrer de 1766) fou un destacat militar austríac. Fou un hàbil capità i gran estrateg, malgrat que pecà del defecte d'excessiva circumspecció i se l'anomenà el Fabio Cuncactor austríac.
Molt jove, ingressà en l'exèrcit, prenent part el 1718 en la d'Itàlia contra Espanya, així com alguns anys més tard, en les campanyes d'Itàlia i del Rin (1734-1735). Figurà com a general major de la guerra contra Turquia (1737-39) i promogut més tard al grau de tinent general; lluità quan la Guerra de Successió Austríaca, primer contra els prussians a Silèsia i després contra els francesos, a les ordes del príncep Carles de Lorena. Dirigí la segona silesiana i en les batalles de Hohenfriedberg i Soor l'ala esquerra de l'exèrcit, i el 1745 fou promogut al grau de mariscal. Marxà llavors als Països Baixos, dirigint en aquests les campanyes de 1746 i 1747, de manera fatal, encara que no per la seva culpa. Després de la pau d'Achen, li fou confiada la reorganització de l'exèrcit, establin per això l'anomenat Reglament de Daun del 1749; també instituí a Wiener-Neustadt el 1751, una acadèmia militar.
Nomenat feld-mariscal el 1754 durant la Guerra dels Set Anys, caigué de sobte sobre Frederic II de Prússia que estava assetjant Praga, vencent-lo completament en la batalla de Kolin (18 de juny de 1757) i fent-lo evacuar Bohèmia.
Encarregat del comandament de l'exèrcit després de la victòria dels prussians a la batalla de Leuthen i la retirada del príncep Carles Alexandre de Lorena, va vèncer als seus enemics a Hochkrich (14 d'octubre de 1758, però no pogué apoderar-se de Dresden, davant l'energia del seu governador, el general von Schmettan. La campanya, no obstant, acabà amb la victòria de Maxen (batalla en la qual rendí apressà els 11.000 homes que constituïen el cos d'exèrcit prussià del general Finck, l'any següent vigilà des del seu campament fortificat de Pirna al rei llavors ocupat en el setge de Dresden, seguí aquest en la seva marxa a la Silèsia i motivà amb les seves vacil·lacions la derrota de Laudon a Liegnitz, de la mateixa manera que la seva perplexitat, davant els agosarats i insistents atacs de Zieten li arravataren la victòria en la batalla de Torgau el (3 de novembre de 1760). El 1762 assumí de nou el comandament de la Silèsia, conservant victoriós les seves posicions de Zobtenberg, contra els esforços del Rei de Prússia, però no va poder impedir la pèrdua de Schweidnitz.